# Liptovské Kľačany
Liptovské Kľačany (allemand : Windisch-Liptau, hongrois : Kelecsén) est un village de Slovaquie situé dans la région de Žilina.

## Histoire
La première mention écrite du village date de 1474.

## Démographie

### Évolution de la population
| Année:               | 1994. | 2004.    | 2014.   | 2024.   |
| -------------------- | ----- | -------- | ------- | ------- |
| Nombre de personnes: | 303   | 357      | 383     | 379     |
| Différence:          |       | +17,82 % | +7,28 % | -1,04 % |

| Année:               | 2023. | 2024.   |
| -------------------- | ----- | ------- |
| Nombre de personnes: | 372   | 379     |
| Différence:          |       | +1,88 % |